# Somogyváry Gyula

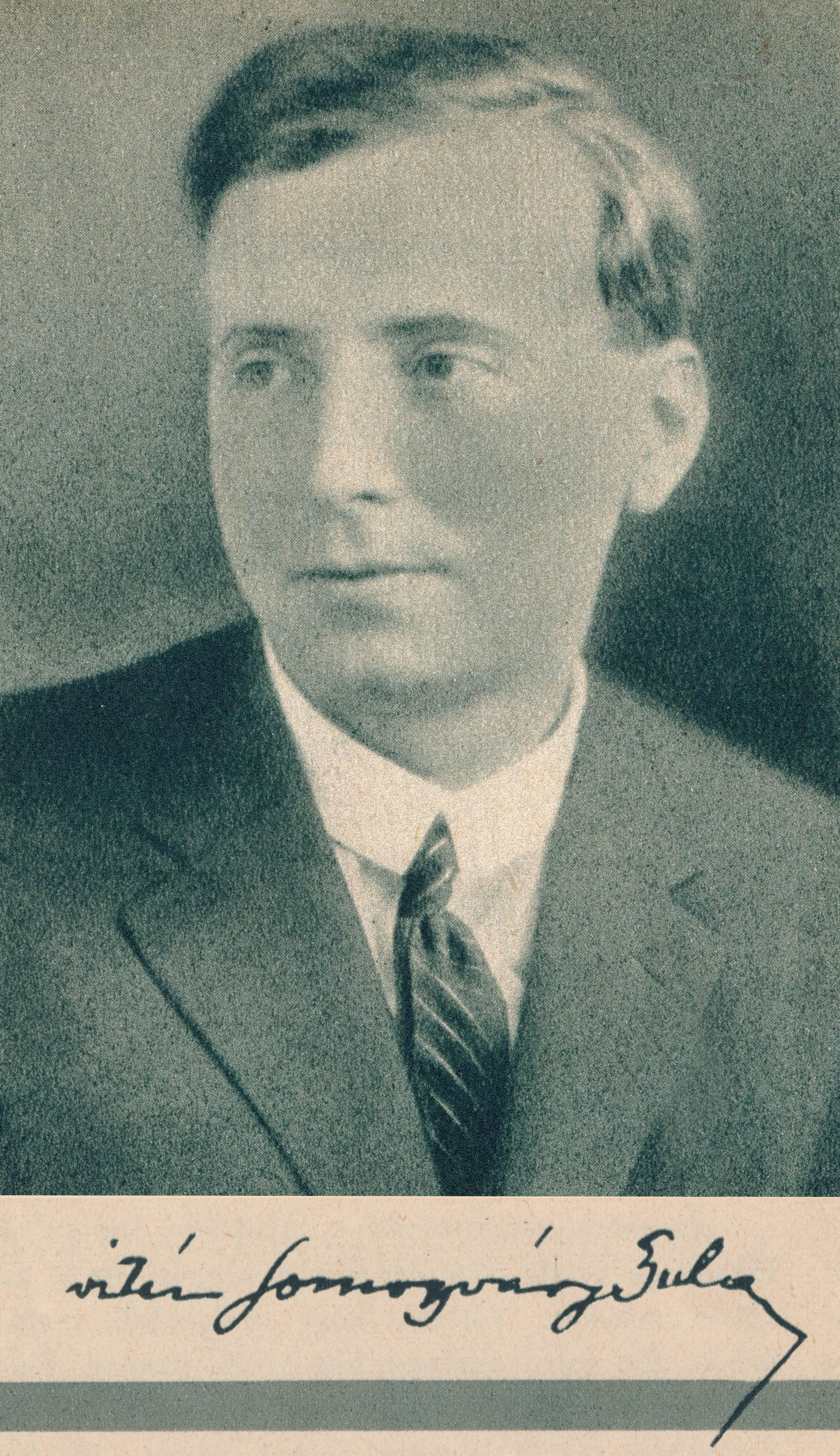
vitéz Somogyváry Gyula arcképe (1935) és aláírása

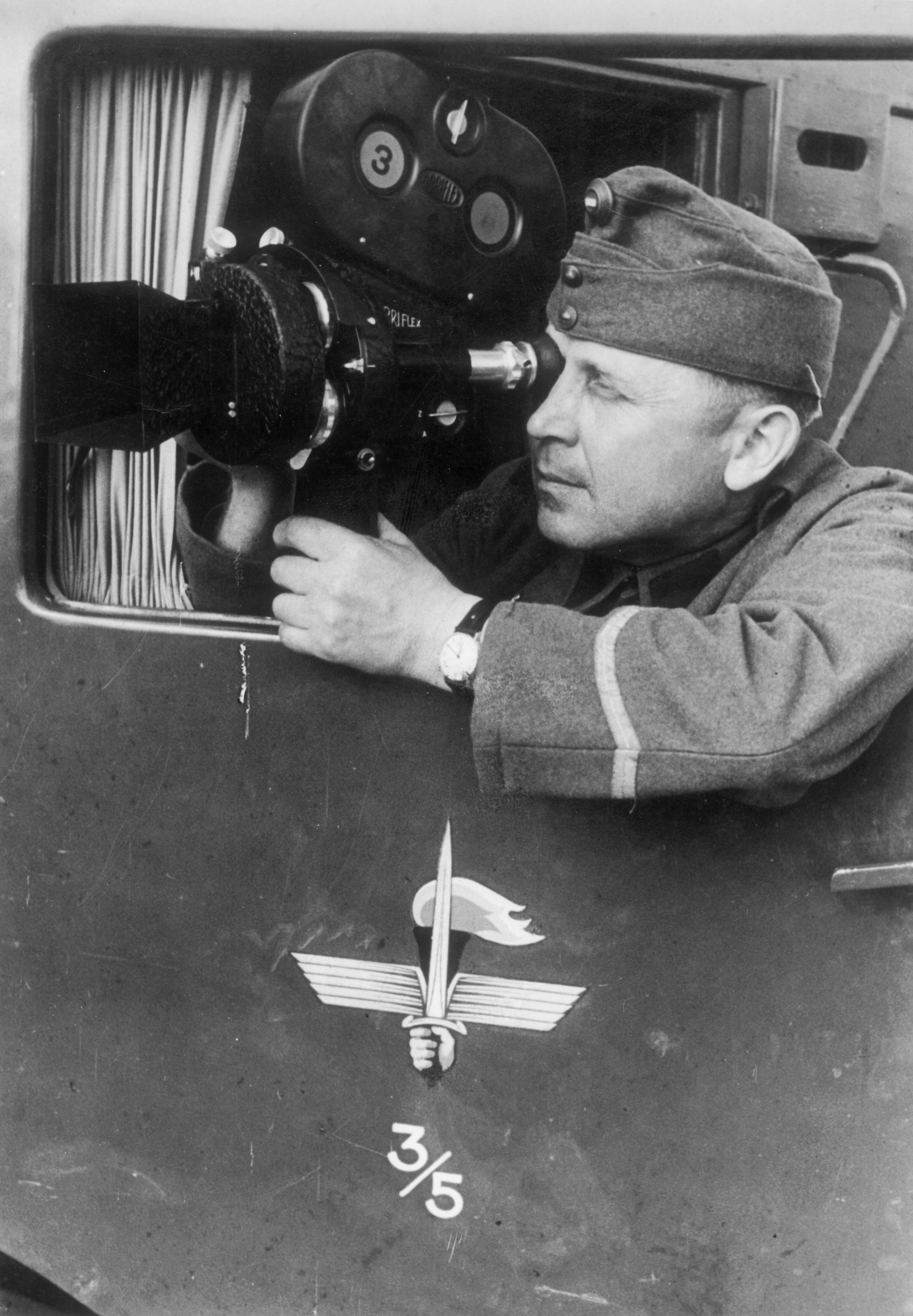
vitéz Somogyváry Gyula 1942-ben

Vitéz Somogyváry Gyula, 1929-ig Freissberger Gyula (írói nevén Gyula diák) (Füles, 1895. április 21. – Budapest mellett, 1953. február 12.) író, újságíró, országgyűlési képviselő.

## Élete
A Sopron vármegyei Fülesen született, apja Freissberger Vilmos, a nagycenki Széchenyi-uradalom gazdatisztje, anyja Jummerspach Ilona volt. Fiatalon megmutatkozott az irodalomhoz való vonzódása, 13 évesen jelent meg első írása nyomtatásban egy vidéki lapban.
Az első világháború alatt 3 évet szolgált az orosz, román és olasz fronton. A háború végén tartalékos főhadnagy volt, 1918-ban betegség miatt tért haza. Ez követően részt vett az ellenforradalmi szervezkedésben Dormándy Géza és Lemberkovics István oldalán. Ebben az időben irredenta versei jelentek meg. Érdemeiért 1929-ben Horthy Miklós vitézzé avatta.
1920-ban a Magyar Távirati Iroda (MTI) vidéki osztályának osztályvezetője lett, 1928-tól a Magyar Telefonhírmondó és Rádió Rt. irodalmi igazgatója. A hangjáték műfajának magyar elnevezője és magyarországi meghonosítója. Az 1920-as évek elején Gyula diák néven verseket, később történelmi és világháborús regényeket, színműveket írt, némi németellenes éllel. Tagja volt a lengyel–magyar kapcsolatok ápolását célul tűző Magyar Mickiewicz Társaságnak. Részt vett a Gömbös-féle Fajvédő Párt, illetve az Ébredő Magyarok Egyesülete megalapításában, egyúttal alapító tagja lett a fajvédő szövetségnek is. Gömbös hívének számított.
1935-ben a csornai körzet országgyűlési képviselőjévé választották a Nemzeti Egység Pártja (NEP) színeiben. 1939-ben a Magyar Élet Pártjává átnevezett NEP jelöltjeként újra megválasztották. Náciellenes megnyilvánulásai miatt két nappal Magyarország német megszállása után, 1944. március 21-én a németek letartóztatták és a mauthauseni koncentrációs táborba vitték. 1945-ben hazatért, de a kommunista rendszer nem vette tudomásul érdemeit, humanista szellemiségét. Nyugdíját a Magyar Rádiótól megvonták, személyét teljesen elszigetelték, a rádió igazoló bizottsága eltiltotta minden publikációs lehetőségtől. Időközben leányát koholt vádak alapján tíz esztendeig tartó Gulag-rabságra ítélték, fiát hadifogolyként a Szovjetunióban tartották. 1950-ben betiltották minden művét, majd budai lakásán az ÁVO letartóztatta és Kistarcsára internálta. 1953-ban az internálótáborból a fővárosba szállítás közben, máig sem felderített körülmények között szívroham következtében halt meg.

## Emlékezete

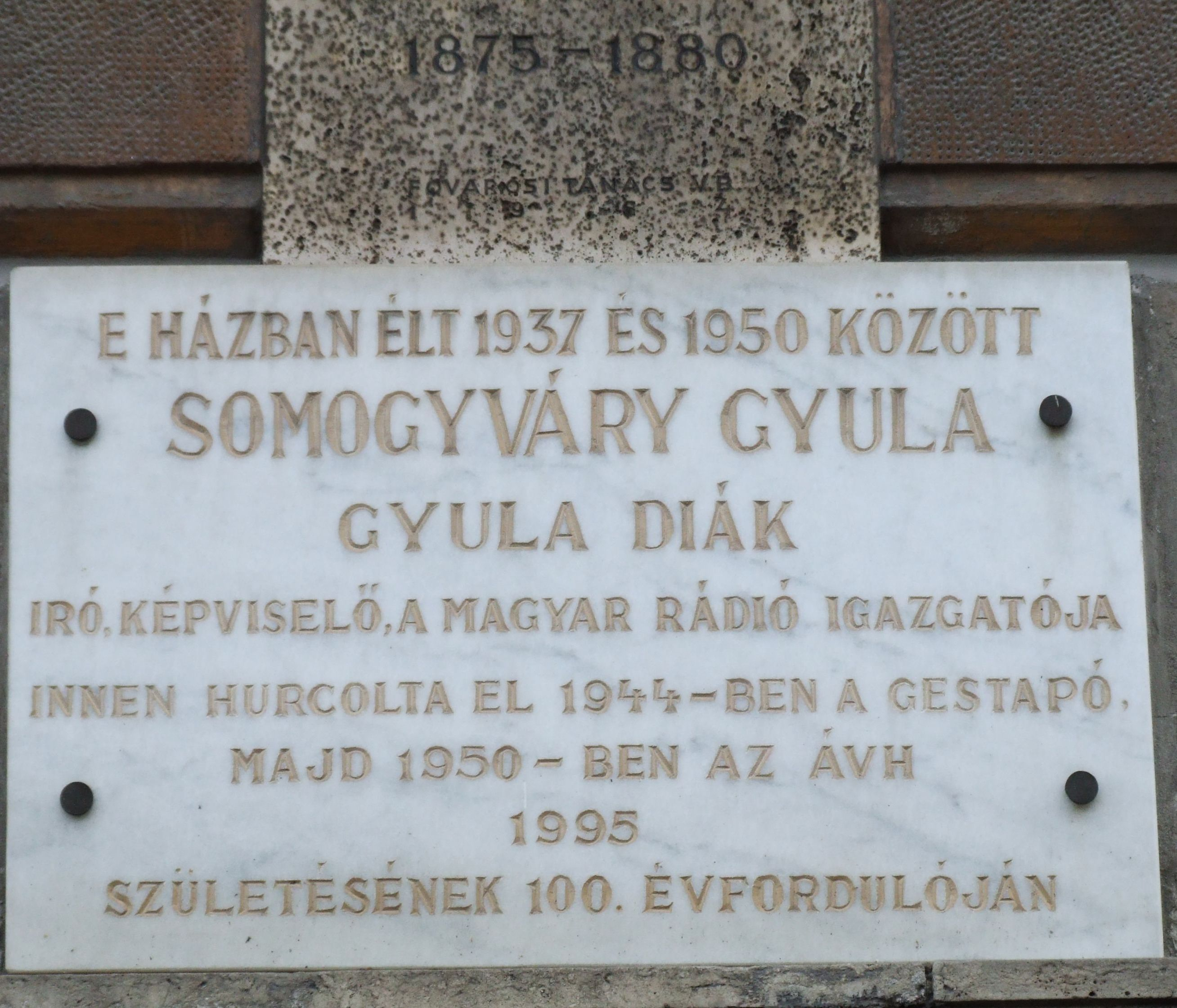
Emléktáblája:
I. kerület Ybl Miklós tér 2.

- 1995-ben emléktáblát állítottak tiszteletére, a budapesti Ybl téri lakása közelében
- Műveit sorra újra kiadták
- Somogyváron, a templom nyugati falán 1992-ben állított emléktáblával tisztelegnek az ott töltött hat évnek
- Dunaharasztiban utcát neveztek el róla

## Művei
- Idők sodrában (versek) 1926
- Éjfél után (versek) 1927
- A fejedelem stafétája (regény) 1927
- Gyújtogatás - versek: 1919-1921 Székesfehérvár 1928
- Dal, amelyet nem daloltak végig (regény) 1928
- Éjfél után (versek) 1929
- Barabás Béla 1931
- Virágzik a mandula (regény) 1933
- Kitagadottak (dráma) 1933
- Hűség (dráma) 1934
- A Rajna ködbe vész 1935
- És mégis élünk (regény) 1936
- Virrasztó a ködben (versek) 1938
- Ne sárgulj, fűzfa! (regény) 1939
- A város meg a sárkány (regény) 1939
- Vitéz Somogyváry Gyula versei 1940
- A pirossapkás kislány (regény) 1941
- És Mihály harcolt 1942
- A hadtest hű marad (regény) 1942
- Kalendárium 1943
- Katonacsillag megfordul (regény) 1944
- A vihar a levelet… (regény) 1947
- A Tűzoszlop (regény) 1947

## Újabb kiadások
- A Rajna ködbe vész, Duna Kiadó, Zürich, 1970.
- A város meg a sárkány, Duna Kiadó, Zürich, 1972.
- Ne sárgulj, fűzfa!, Auktor Kiadó, Budapest, 1990, ISBN 963-7780-03-3
- A Rajna ködbe vész, Auktor Kiadó, Budapest, 1990, ISBN 963-7780-02-5
- Virágzik a mandula, Auktor Kiadó, Budapest, 1990, ISBN 963-7780-00-9
- És mégis élünk, Gilde, Fahrwangen, 1995, ISBN 3-9520846-1-1
- A város meg a sárkány, Gilde, Fahrwangen, 1997, ISBN 3-9520846-7-0
- A Rajna ködbe vész, Korona Kiadó, Budapest, 2000, ISBN 963-9191-77-9
- Somogyváry Gyula összes versei és műfordításai, Auktor Kiadó, Budapest, 2001, ISBN 963-7780-76-9
- Ne sárgulj, fűzfa!, Auktor Kiadó, Budapest, 2002, ISBN 963-7780-81-5
- És Mihály harcolt, Auktor Kiadó, Budapest, 2002, ISBN 963-7780-82-3
- Virágzik a mandula, Auktor Kiadó, Budapest, 2002, ISBN 963-7780-80-7
- Vihar a levelet, Auktor Kiadó, Budapest, 2003, ISBN 963-7780-87-4
- És mégis élünk, Auktor Kiadó, Budapest, 2004, ISBN 963-7780-91-2
- A pirossapkás kislány, Auktor Kiadó, Budapest, 2005, ISBN 963-7780-97-1
- A város meg a sárkány, Auktor Kiadó, Budapest, 2005, ISBN 963-7780-94-7
- Katonacsillag megfordul, Auktor Kiadó, Budapest, 2006, ISBN 963-9676-00-4
- A hadtest hű marad, Auktor Kiadó, Budapest, 2006, ISBN 963-7780-98-X
- Vasfejű a vásárban, Auktor Kiadó, Budapest, 2007, ISBN 978-963-9676-05-3
- A Rajna ködbe vész, Auktor Kiadó, Budapest, 2007, ISBN 978-963-9676-03-9
- A Tűzoszlop, Auktor Kiadó, Budapest, 2007, ISBN 978-963-9676-01-5
- Dal, amelyet nem daloltak végig, Auktor Kiadó, Budapest, 2008, ISBN 978-963-9676-02-2
- A fejedelem stafétája, Auktor Kiadó, Budapest, 2008, ISBN 978-963-9676-06-0